# Amor als Nachtigallenfütterer

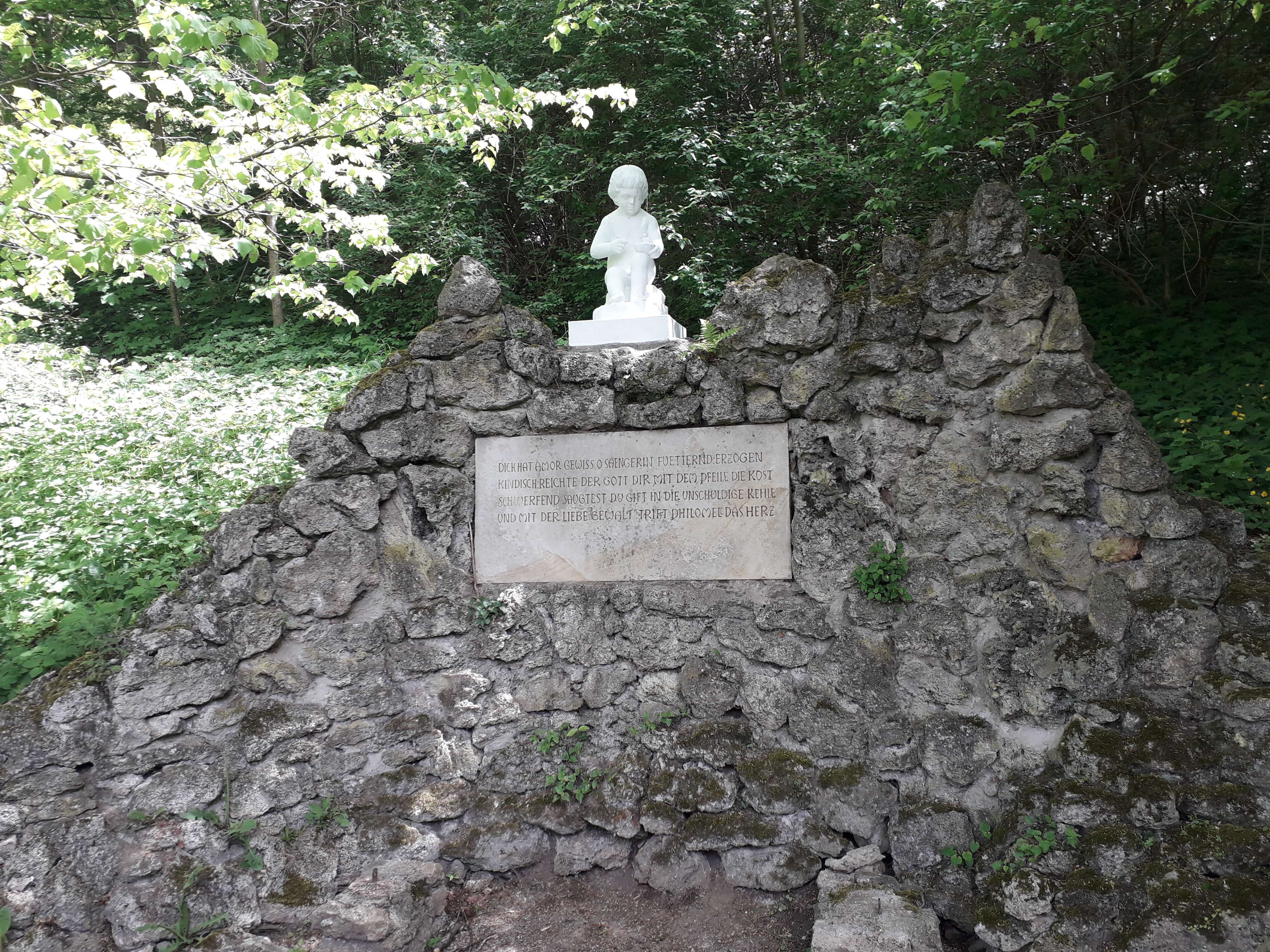
Amor als Nachtigallenfütterer in Tiefurt

Amor als Nachtigallenfütterer ist eine Adam Friedrich Oeser zugeschriebene Skulptur, die sich im Schloss und Park Tiefurt nahe Weimar befindet. Sie steht an einem kleinen Platz, den 1782 Herzogin Anna Amalia anlegen ließ. 
Amor füttert die Nachtigall mit dem Liebespfeil. Es geht um die Liebe und ihre Gefahren.
Die Textgeschichte der darunter befindlichen Inschrift gestaltet sich etwas kompliziert.
Auf dem auf der Postkarte dargestellten Sockel ist zu lesen (orthographisch leicht korrigiert):
```
   
Dich hat Amor gewiß, o Sängerin, fütternd erzogen,

   
Kindisch reichte der Gott, dir mit dem Pfeile die Kost

   
Schlürfend saugtest du Gift in die unschuldige Kehle,

   
Und mit der Liebe Gewalt trifft Philomene das Herz.
```

Die offenbar nachgefertigte Inschrift ist leicht abgewandelt von dem von Goethe gedichteten Distichon Philomele aus dem Jahr 1782, die 1785 im Erstdruck erschien unter dem Titel: Auf eine Bildsäule im Garten zu Weimar, welche eine Nachtigall vorstellt, die von einem Amor geätzt wird, Philomele. Diese lautet:
```
   
Dich hat Amor gewiß, o Sängerin, fütternd erzogen,

   
Kindisch reichte der Gott, dir mit dem Pfeile die Kost

   
Schlürfend saugtest du Gift in die harmlos athmende Kehle,

   
Und mit der Liebe Gewalt trifft Philomene das Herz.
```

Es gibt aber auch die Titelvariante: Der Nachtigall. In einem Brief vom 26. Mai 1782 schrieb er deren erste Fassung an Charlotte von Stein, die von beiden genannten Fassungen ebenfalls abweicht.
```
   
Dich hat Amor gewiß, o Sängerin, fütternd erzogen,

   
Kindisch reichte der Gott, dir mit dem Pfeile die Kost

   
Damals saugtest du schlürfend den Gift in die liebliche Kehle,

   
Denn wie Cypriens Sohn trifft trifft Philomene das Herz.
[
7
]
```

In Wahrheit hatte Goethe den Vers keinem singenden Vogel gewidmet, sondern einer besonderen Philomele, nämlich Corona Schröter. Corona Schröter hatte zu Tiefurt ebenso wie zu Goethe auch eine besondere Beziehung. Mit dem die Nachtigall fütternden Amor könnte Goethe sich selbst gemeint haben, da er Corona Schröter 1776 nach Weimar geholt hatte.
Bei dem Vers wie auch dem Motiv wurde auf antike mythologische Vorbilder zurückgegriffen. Die heute titellose Fassung wurde so 1971 angebracht, wie sie heute sich darstellt. Darunter wie in einer kleinen Grotte befindet sich eine Ruhebank. Diese grottenartige Nische hatte 1797 Georg Melchior Kraus aquarelliert. Das Denkmal an sich schuf 1784 der Hofbildhauer Martin Gottlieb Klauer mit der Figur zum ersten Mal., die ab 1796 in Ton gebrannt bzw. in Porzellan, von seiner Werkstatt vervielfältigt wurde. Diese war eines seiner gefragtesten Produkte. Die heute sichtbare Figur ist den Angaben der Klassikstiftung Weimar nach eine Kopie des Klauer'schen Originals. Diese Kopie unterscheidet sich nicht nur durch das Fehlen der Flügel, sondern auch der Armhaltung etwas vom Klauer'schen Original. Laut Klassikstiftung Weimar hatte diese Kopie der Hofinstrumentenmacher Jakob August Otto (1760–1829) angefertigt. Allerdings sind die in der Klauer'schen Werkstatt gefertigten hiervon in spiegelverkehrter Haltung. Ein Exemplar davon befindet sich auf der Heidecksburg in Rudolstadt.
Das Motiv Amor als Nachtigallenfütterer findet sich auch in anderen Parkanlagen wie u. a. im Schlosspark Dieskau. Der Bildhauer Ulrich Janku stellte diese 2007 her. Ein solches Distichon ist dort an dem Postament jedoch nicht angebracht worden.
Im Falle des Schlossparkes Dieskau ist es eine Kopie der Klauer'schen Figur, allerdings mit Flügeln. Das Original in Tiefurt dürfte im Unterschied zur später aufgestellten Kopie auch geflügelt gewesen sein, weil in Klauers eigenem Katalog der Toreutik-ware dieser Amor mit Flügeln dargestellt ist.  Eine ähnliche Figur mit Flügeln gibt es auch im Schlosspark von Belvedere bei Weimar. Dass auch hier der Klauer'sche Amor als Nachtigallenfütterer Pate gestanden hatte, dürfte außer Frage stehen. Der Abschnitt des Schlossparkes innerhalb des Russischen Garten wird auch Amor-Garten genannt. Sie dürfte zwischen 1811 und 1815 entstanden sein, da der Garten für die Großherzogin Maria Pawlowna in dieser Zeit entstand.

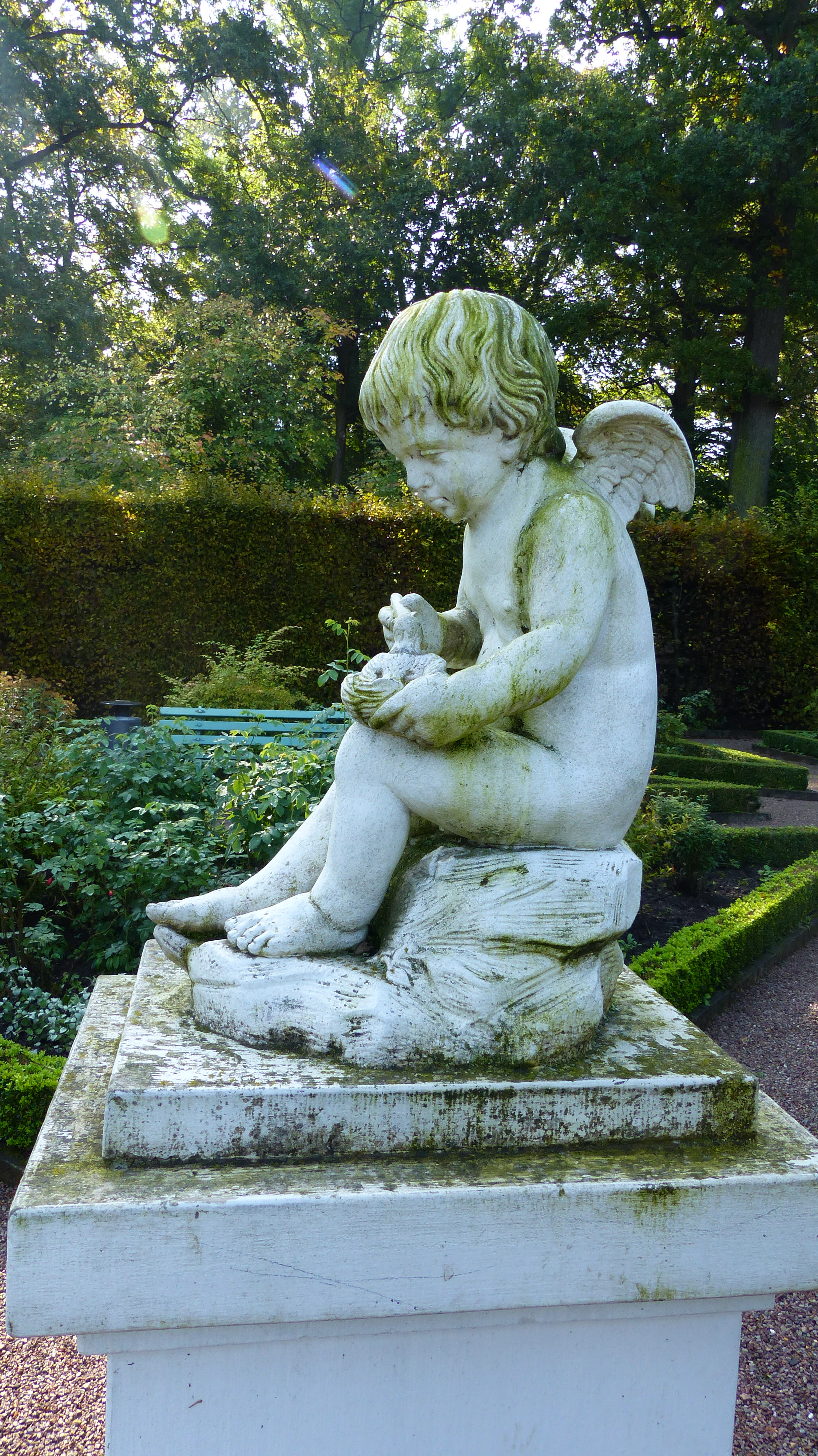
Nachtigallen fütternder Amor im Schlosspark Belvedere
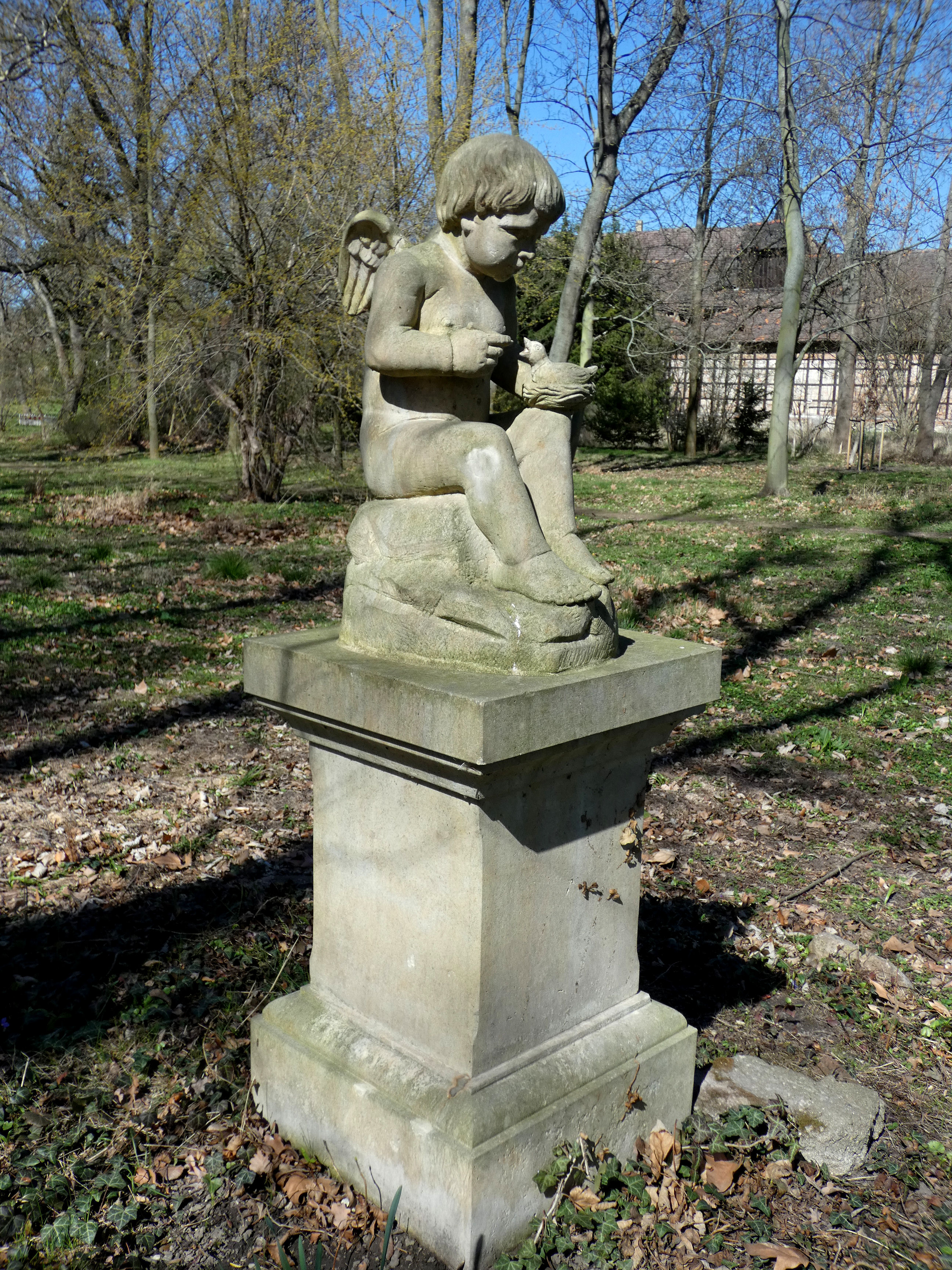
Amor als Nachtigallenfütterer nach Martin Gottlieb Klauer im Schlosspark Dieskau

Der Amor als Nachtigallenfütterer steht auf der Liste der Kulturdenkmale in Tiefurt.